# 大叶四带芹
大叶四带芹（学名：Tetrataenium olgae）是伞形科四带芹属的植物。分布在俄罗斯以及中国大陆的新疆等地，多生于山区砾石质山坡上，目前尚未由人工引种栽培。